# Molitor Ágost
Molitor Ágost (angolul: Albert Molitor; névvariánsok: Müller Ágost; Molitor Albert; Molitórisz; Molitor Gusztáv) (Szepes vármegye, 1820. – San Francisco, Kalifornia, 1883. február.) magyar és amerikai szabadságharcos, pénzverő, geográfus, újságíró.

## Élete
Honvédtiszt volt az 1848-49-es magyar szabadságharcban. Amerikába menekült, Kaliforniában a Haraszthy Ágoston által alapított aranyfinomítóban, pénzverdében dolgozott eleinte Fornet Kornéllal, gróf Wass Sámuellel és Urnay Lajos volt honvédkapitánnyal az 1850-es években, innen Londonba ment pénzváltónak, de ez az üzlete nem vált be, visszament Amerikába.
Az amerikai polgárháborúban az északiak oldalán tüzérfőhadnagy volt. A polgárháború után cikkeket írt angol, német és magyar nyelvű lapokba. A Földrajzi Közleményekben (1874, 1877, 1878, 1881) Alsó-Kaliforniáról, Nevada érclelőhelyeiről, Floridáról, Alaszkáról megjelent tanulmányai arról tanúskodnak, hogy Molitor főleg képzett geográfus volt.